# Вихляевское сельское поселение
Вихляевское сельское поселение — муниципальное образование в Поворинском районе Воронежской области.
Административный центр — село Вихляевка.

## География
Сельское поселение расположено в юго-восточной части Поворинского района. Поселение граничит с Байчуровским и Добровольским сельскими поселениями Воронежской области, с Волгоградской и Саратовской областями.

## Население
Территория поселения была заселена в конце XIX века переселенцами из сёл Новохопёрского уезда, в основном из села Тюковка. В прошлом на территории поселения находились сёла Степное и Верхняя Елань, которые в середине XX века были расселены в другие населённые пункты.
| 2010 | 2012 | 2013 | 2014 | 2015 | 2016 | 2017 |
| ---- | ---- | ---- | ---- | ---- | ---- | ---- |
| 530  | ↘509 | ↗515 | ↘499 | ↘493 | ↗494 | ↘489 |
| 2018 |      |      |      |      |      |      |
| ↘477 |      |      |      |      |      |      |

## Состав сельского поселения
| № | Населённый пункт | Тип населённого пункта       | Население |
| - | ---------------- | ---------------------------- | --------- |
| 1 | Вихляевка        | село, административный центр | ↘477      |